# Madlaine Traverse
Madlaine Traverse, nata Mary Businsky (Cleveland, 1º agosto 1875 – 7 gennaio 1964), è stata un'attrice statunitense.
Fu attrice di punta nei film della Fox Film Corporation alla fine degli anni dieci e a inizio degli anni venti. Nel 1917, interpretò la madre assente di Mary Pickford in Una povera bimba molto ricca. I suoi film di maggiore successo sono Three Weeks, del 1914, e The Caillaux Case, del 1918.

## Filmografia
- The Other Woman - cortometraggio (1913)
- Leah Kleschna, regia di J. Searle Dawley (1913)
- Three Weeks, regia di Perry N. Vekroff (1914)
- The Closing Net, regia di Edward José (1915)
- Fruits of Desire, regia di Oscar Eagle (1916)
- The Shielding Shadow, regia di Louis J. Gasnier, Donald MacKenzie (1916)
- Una povera bimba molto ricca (The Poor Little Rich Girl), regia di Maurice Tourneur (1917)
- Sins of Ambition, regia di Ivan Abramson (1917)
- The Caillaux Case, regia di Richard Stanton (1918)
- The Danger Zone, regia di Frank Beal (1918)
- Gambling in Souls, regia di Harry F. Millarde (1919)
- The Love That Dares, regia di Harry F. Millarde (1919)
- When Fate Decides, regia di Harry F. Millarde (1919)
- Rose of the West, regia di Harry F. Millarde (1919)
- The Splendid Sin, regia di Howard M. Mitchell (1919)
- Snares of Paris, regia di Howard M. Mitchell (1919)
- Lost Money, regia di Edmund Lawrence (1919)
- What Would You Do?, regia di Edmund Lawrence, Denison Clift (1920)
- The Hell Ship, regia di Scott R. Dunlap (1920)
- The Tattlers, regia di Howard M. Mitchell (1920)
- The Iron Heart
- The Penalty, regia di Wallace Worsley (1920)
- The Spirit of Good, regia di Paul Cazeneuve (1920)